# Кудін Андрій В'ячеславович
Кудін Андрій Вячеславович (23.08.1965, Київ) - український вчений і філософ, тренер-викладач. Генеральний директор ДП «Український інститут інтелектуальної власності (Укрпатент) »(з 2015 р. - теперішній час). Автор 9 книг та 300 статей.

## Молоді роки
Народився 23 серпня 1965 року в м.Києві в сім'ї вчителів.
Мати - Кириченко Галина Андронівна - відомий український лінгвіст і філолог,кандидат філологічних наук, доцент.
Батько - Кудін Вячеслав Олександрович - доктор філософських наук, професор.

## Освіта
Київський Національний університет ім. Т.Г. Шевченко (Київ, 1989 р).
Кандидат філософських наук (1995)
Доцент (2007)
Київський інститут інтелектуальної власності і права Національного університету «Одеська юридична академія» (диплом з відзнакою)

## Кар'єра
Національний педагогічний університет ім. М. П. Драгоманова (м.Київ) - викладач на кафедрі філософії (1989-1990 рр.)
Національний університет фізичного виховання і спорту України (м.Київ) - старший викладач на кафедрі боротьби, відкрив при кафедрі боротьби відділення китайських бойових мистецтв WU SHU (1990-1992 рр.); крім викладацької та тренерської роботи займався питаннями реабілітації спортсменів після  травм, використовуючи китайську народну медицину і йогу.
ЗАТ «Перша міжнародна страхова компанія» - Голова ради директорів (1992-1995 рр.)
ЗАТ «Авіакомпанія« Віта »- віце-президент (1995-2001 рр.)
Київський інститут соціальних та культурних зв'язків (м.Київ) - зав. кафедрою соціології (2003-2004 рр.), ректор (2008)
"EmCell" (клініка, що спеціалізується на лікуванні стовбуровими клітинами) - заст. директора (2004-2005 рр.)
Директор Департаменту екологічного моніторингу, екологічної експертизи, інформаційних технологій та інформаційної безпеки Міністерства охорони навколишнього природного середовища України (2005-2006 рр.)
Інститут інноваційних технологій і змісту освіти Міністерства освіти і науки України (м.Київ) - директор (2006-2008 рр.)
Українська Національна федерація китайських бойових мистецтв WU SHU - віце-президент (з 2008 по теперішній час), суддя міжнародної категорії
Національний університет біоресурсів і природокористування (м Київ) - проректор з науково-педагогічної роботи (2014-2015 рр.
Державне підприємство «Український інститут інтелектуальної власності« Укрпатент »- Генеральний директор (з 2015 року по 2022 рік) 

## Досягнення
- Нагороджений орденом Святого Великого Рівноапостольного князя Володимира II ступеня (2002)
- Лауреат Всеукраїнської програми "Лідери регіонів"
- Нагороджений  Благодійним Фондом ім. Олекси Тихого Почесним дипломом за активні дії в захисті прав людини в Україні (2001)
- Нагороджений знаком "Відмінник освіти України" (2007 р)